# Berencsváralja

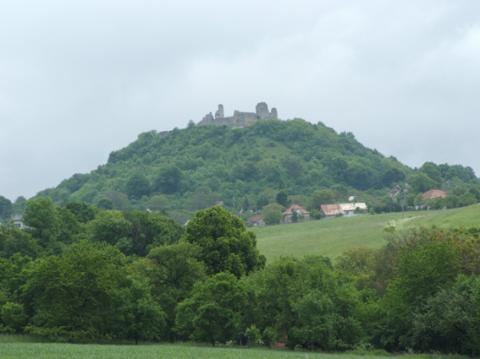
Berencs várának romjai

Berencsváralja (szlovákul Podbranč) község Szlovákiában, a Nagyszombati kerület Szenicei járásában. A falu a felette emelkedő várról kapta a nevét.

## Fekvése
Szenicétől 10 km-re északkeletre található.

## Története

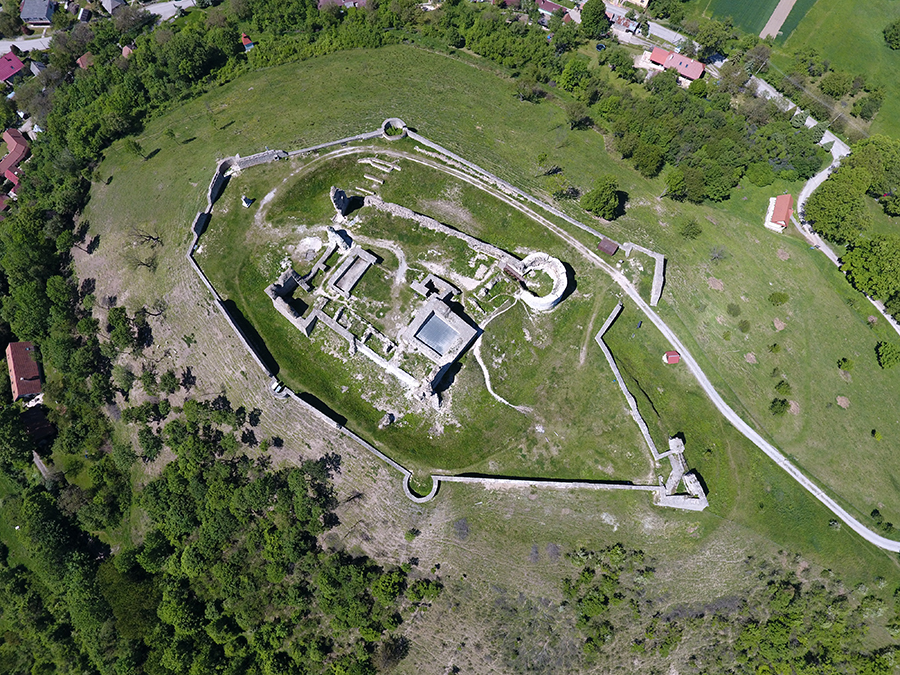
Berencs vára - légi fotó
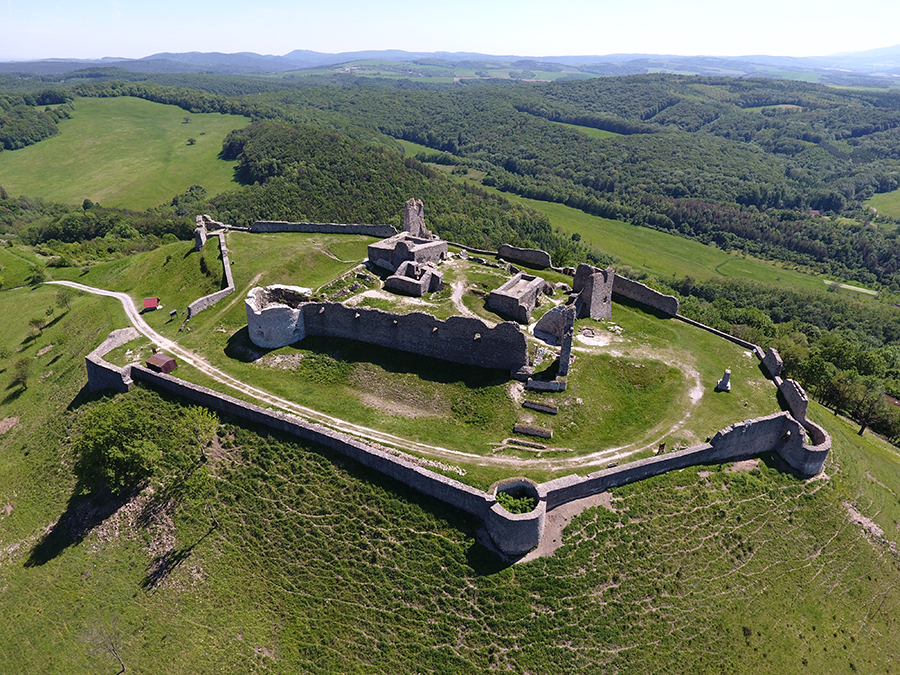
Berencs vára - légi felvétel
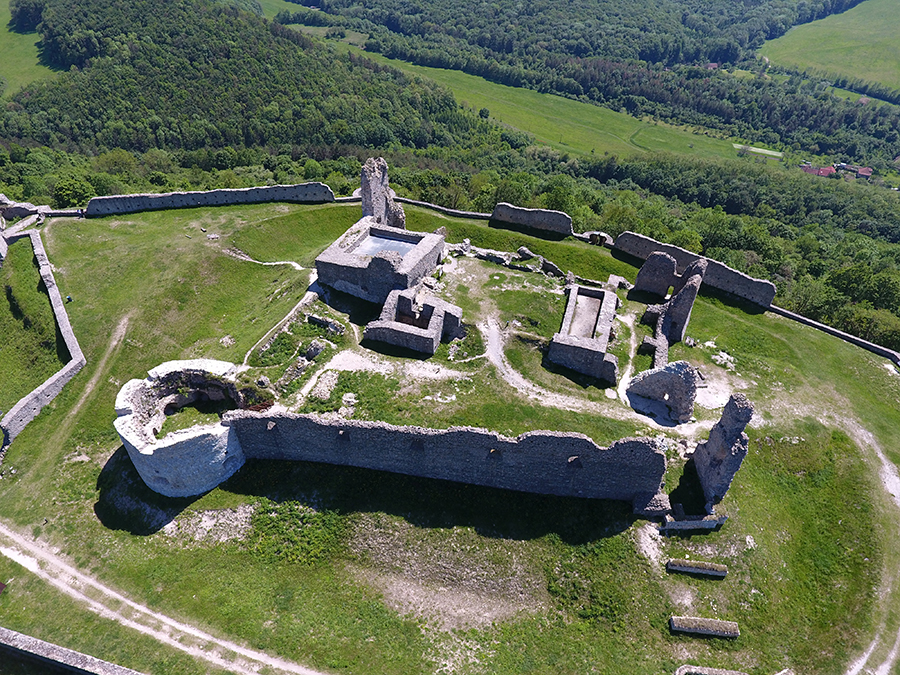
Berencs vára madártávlatból

Berencs várát a 13. században az Abák építették, majd a 14–15. században királyi vár lett, ekkor bővítették. 1314-ben a cseh király foglalta el Csák Mátétól és csak 1332-ben került vissza békekötés után. A 16. században olaszbástyákkal erősítették meg. 1674-ben itt börtönözték be rövid időre a gályarabságra hurcolt protestáns papokat. A 17. század végén villámcsapás érte és leégett, azóta rom.
Vályi András szerint "BERENCS. Leomladozott Vár Nyitra Vármegyében, Vág Újhelytöl három mértföldnyire, mellyben még 1674. esztendőben fogház, vagy tömlötz is vala."
Fényes Elek szerint "Podbrancs, tót falu, Nyitra vgyében, Szobotisthoz 1 1/2 óra: 63 kath., 1004 evang. lak. F. u. a berencsi uradalom. Ut. p. N.-Szombat."
A trianoni békeszerződésig Nyitra vármegye Szenicei járásához tartozott.

## Népessége
| Év:            | 1994. | 2004.    | 2014.   | 2024. |
| -------------- | ----- | -------- | ------- | ----- |
| Emberek száma: | 745   | 645      | 600     | 606   |
| Eltérés:       |       | -13,42 % | -6,97 % | +1 %  |

| Év:            | 2023. | 2024.   |
| -------------- | ----- | ------- |
| Emberek száma: | 613   | 606     |
| Eltérés:       |       | -1,14 % |

1910-ben a falunak 1175, túlnyomórészt szlovák lakosa volt.
2001-ben 666 lakosából 662 szlovák volt.
2011-ben 615 lakosából 602 szlovák.

## Nevezetességei
- A falu feletti 475 m magas várhegyen állnak Berencs várának romjai.